# Тобечицьке озеро
Тобечицьке озеро (крим. Töbeçik gölü) — безстічне солоне озеро (лиман) в Криму, розташоване на південно-східному узбережжі Керченського півострова, на території Ленінського району. Відділене від Керченської протоки пересипом. Входить до Керченської групи озер. Площа — 21,2 (18,7) км²,  третє за площею у цій групі, після Актаського і Узунларського. Площа водозбору — 189 км².
У сучасних умовах це мілководна, пересихаюча влітку, гіпергалінна водойма, площа якої в господарських цілях не використовується.
Середня довжина озера становить 9 км, ширина близько 2 км. На сході лиман вузький, близько 100 м. Пересипом з черепашкового піску відділений від  Керченської протоки довжиною 1 км. Виходячи з попереднього досвіду використання водойми, промірів, здійснених інститутом Укррибпроект, після заповнення максимальна глибина складе близько 2,0 м.